# Avenue Robert-Schuman (Boulogne-Billancourt)
L'avenue Robert-Schuman est une voie de communication située à Boulogne-Billancourt, dans le département des Hauts-de-Seine, en France.

## Situation et accès
Elle commence son tracé au nord, à la limite de Paris, au droit du boulevard d'Auteuil, croise la rue du Château et se termine au rond-point André-Malraux.
Elle est accessible par la station de métro Boulogne - Jean Jaurès.

## Origine du nom
Elle porte le nom du politicien français Robert Schuman (1886-1963).

## Historique

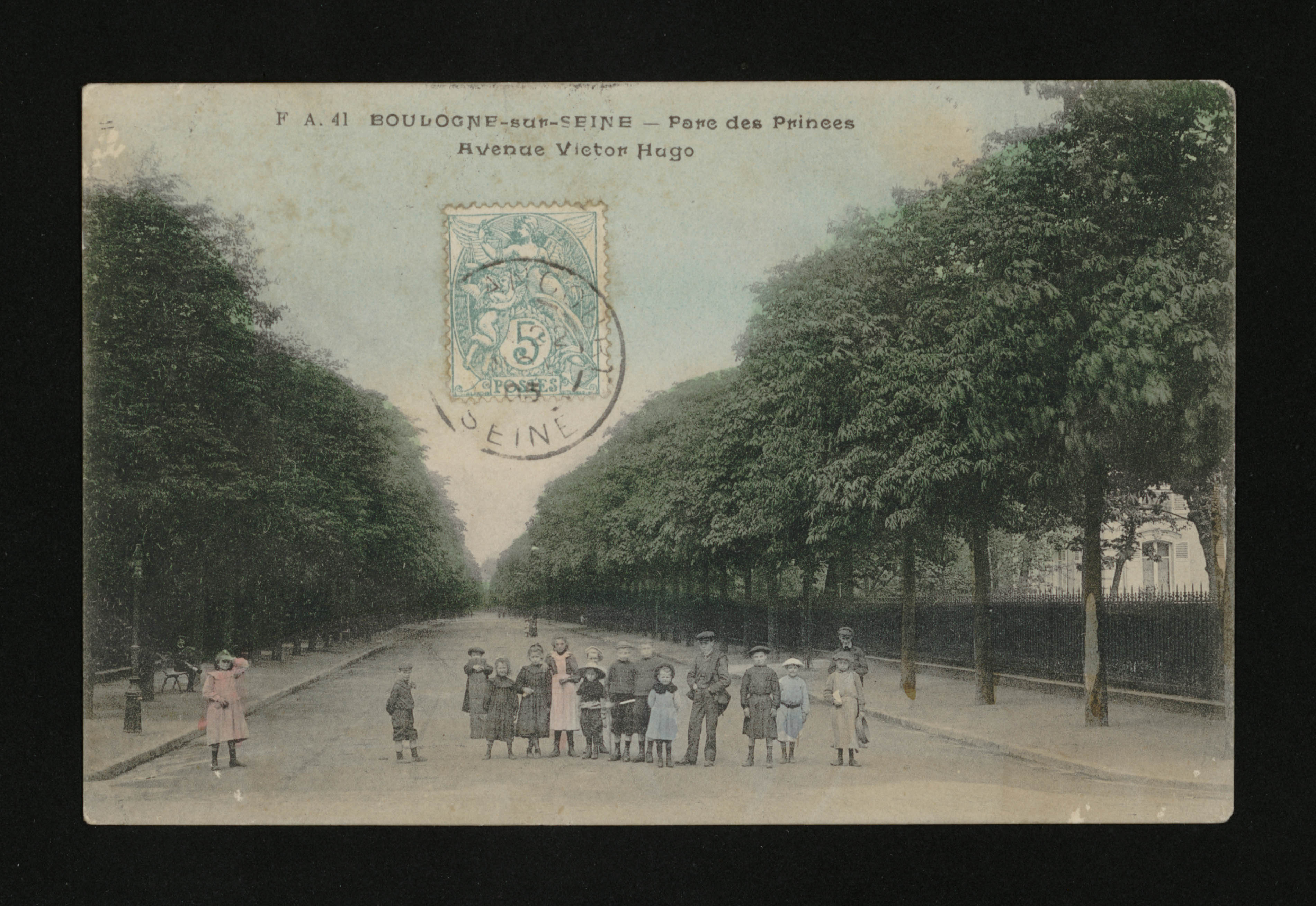
Carte postale - Boulogne-Billancourt - Parc des Princes, avenue Victor-Hugo.

Elle a été créée en empruntant la partie septentrionale de l'avenue Victor-Hugo.
En tant que voie de circulation limitrophe de Paris, elle figure sur la série photographique 6 mètres avant Paris, réalisée en 1971 par Eustachy Kossakowski.

## Bâtiments remarquables et lieux de mémoire

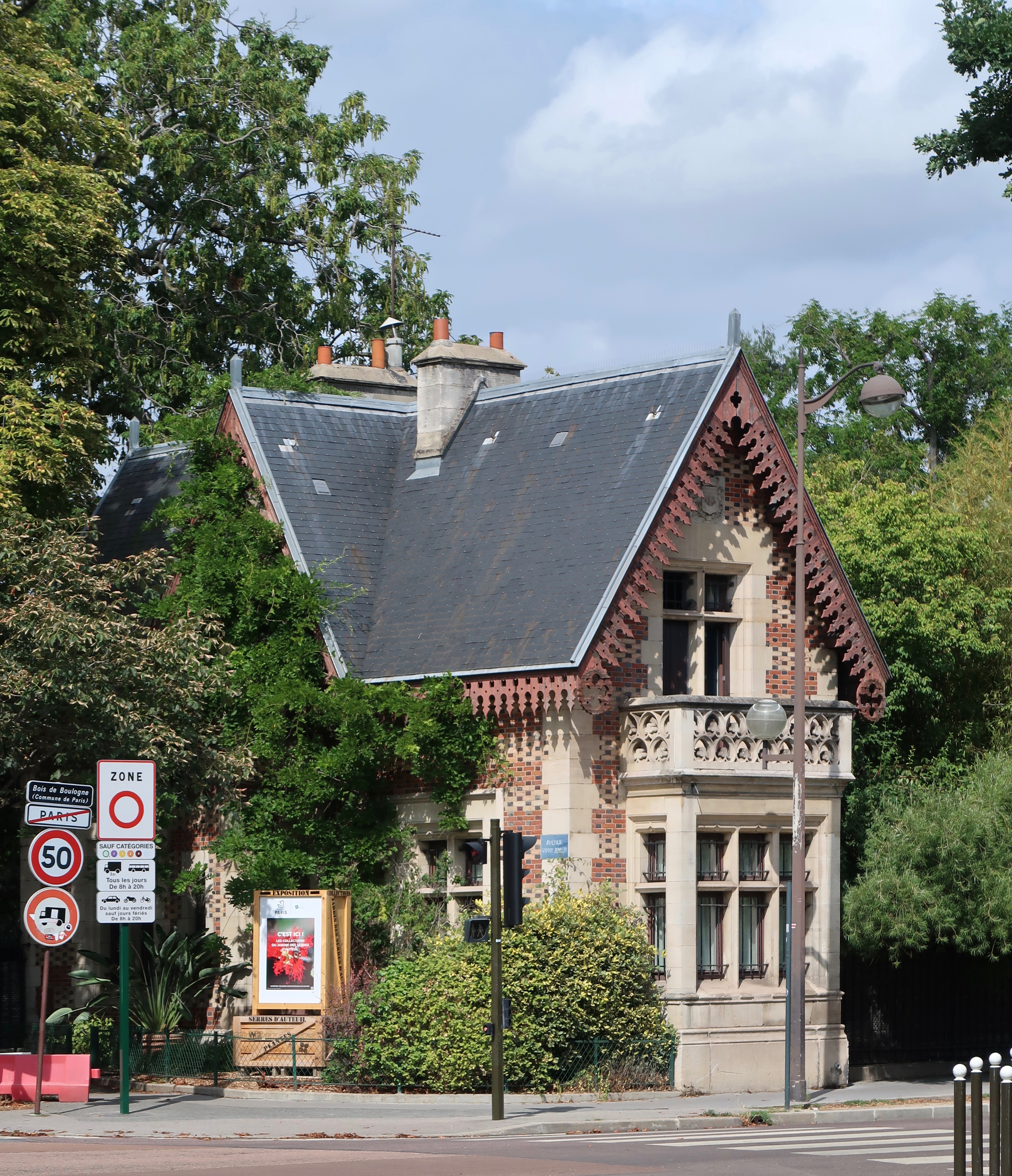
Ancien pavillon de garde, bois de Boulogne.

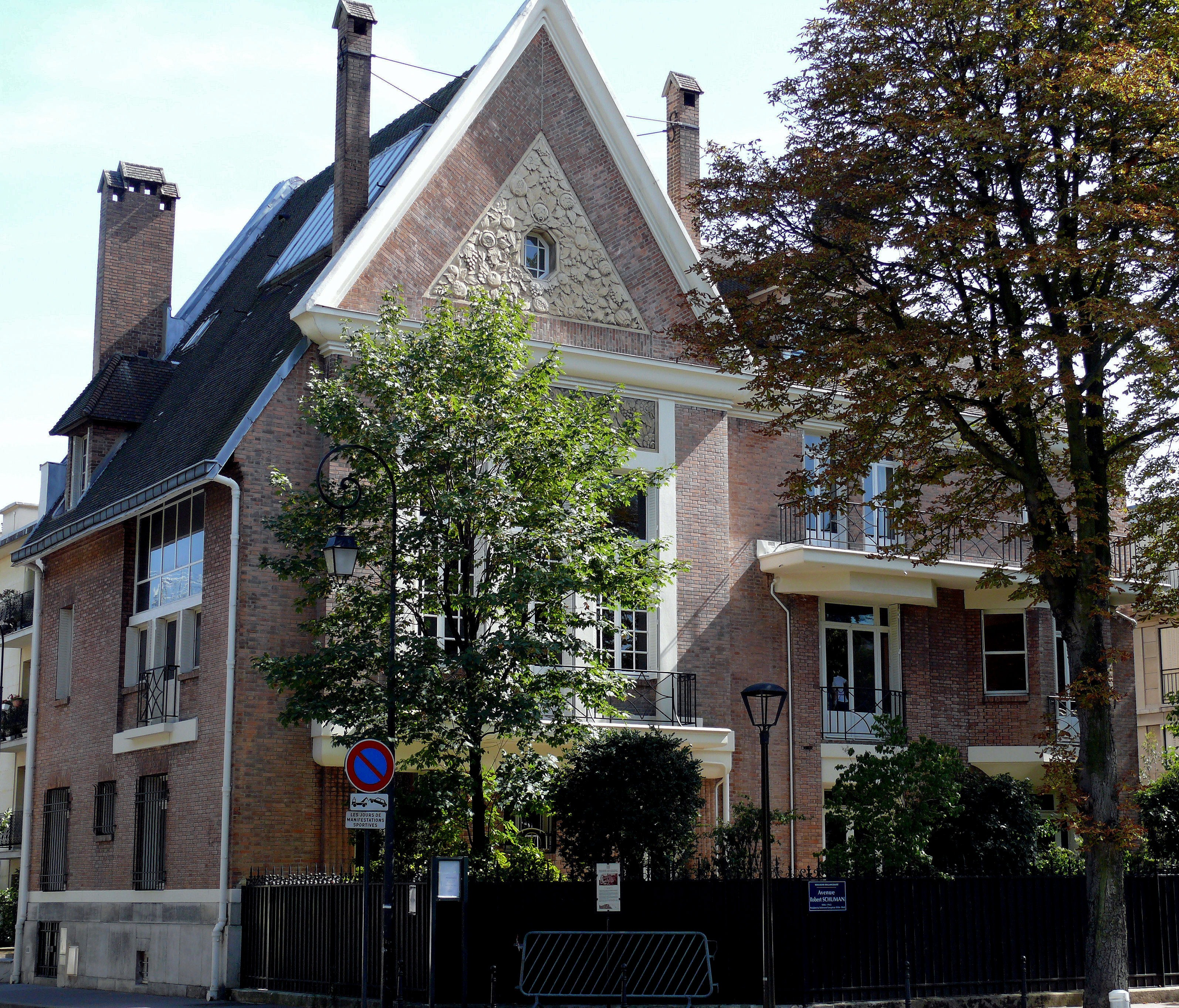
Villa Courrèges, au no 19 bis.

- Villa Courrèges, où vécut André Malraux. En 1962, l'OAS tente de l'assassiner mais se trompe d'étage et défigure à la place une enfant, Delphine Renard[2].
- Ambassade de Mongolie en France.
- Hôtel particulier de Marcelle Dujarric de la Rivière, conçu par l'architecte Louis Faure-Dujarric.
- Deux pavillons, œuvres de Gabriel Davioud, gardant l'entrée du bois de Boulogne.
- Groupe scolaire Dupanloup.